# Arcidiocesi di Apro
L'arcidiocesi di Apro (in latino Archidioecesis Aprensis) è una sede soppressa e sede titolare della Chiesa cattolica.

## Storia
Apro, identificabile con Kestrice nell'odierna Turchia, è un'antica sede arcivescovile autocefala della provincia romana di Europa nella diocesi civile di Tracia e nel Patriarcato di Costantinopoli.
Era arcidiocesi autocefala già nel VII secolo, menzionata al 22º posto su 34 nella Notitia Episcopatuum dello pseudo-Epifanio, composta durante il regno dell'imperatore Eraclio I (circa 640). La sede è documentata in tutte le Notitiae episcopatuum fino al XIV secolo; a partire dalla Notitia 12 (XII secolo) è indicata come sede metropolitana senza suffraganee.
Sono cinque i vescovi certi di questa sede. Crisafio sottoscrisse, verso la fine del 431, la lettera sinodale dell'arcivescovo Massimiano di Costantinopoli diretta al clero della diocesi di Tenedo per annunciare la deposizione del loro vescovo Anastasio. Babila sottoscrisse la lettera dei vescovi di Europa all'imperatore Leone (458) in seguito all'uccisione del patriarca alessandrino Proterio. Giovanni prese parte al secondo concilio niceno nel 787. Saba assistette al Concilio di Costantinopoli dell'879-880 che riabilitò il patriarca Fozio di Costantinopoli. Strategio sottoscrisse un atto sinodale del patriarca Alessio nel 1027. Nel concilio celebrato dal patriarca Mena di Costantinopoli nel 536 prese parte Andrea, che si firmò come episcopus Panitarum seu Theodosiopolitarum civitatis; la sede di Teodosiopoli sarebbe, per Le Quien, quella di Apro; la doppia firma indica che in quell'occasione le due sedi erano unite.
Dal XIX secolo Apro è annoverata tra le sedi vescovili titolari della Chiesa cattolica; la sede è vacante dal 23 aprile 1968. Fino al 1933 la sede era conosciuta con il nome di Theodosiopolis o Theodosiopolis in Thracia, altro nome con il quale la città era chiamata in epoca romana. A partire dal 1933 la sede ha assunto il nome attuale.

## Cronotassi

### Vescovi greci
- Crisafio † (menzionato nel 431)
- Babila † (menzionato nel 458)
- Andrea † (menzionato nel 536)
- Giovanni † (menzionato nel 787)
- Saba † (menzionato nell'879)
- Strategio † (menzionato nel 1027)

### Arcivescovi titolari di Teodosiopoli di Tracia
I vescovi di Teodosiopoli di Tracia appaiono confusi con i vescovi di Teodosiopoli di Armenia e quelli di Teodosiopoli di Arcadia, perché nelle fonti citate le cronotassi delle tre sedi non sono distinte.
- Antonino Merciai, O.P. † (11 dicembre 1848 - 22 ottobre 1850 deceduto)
- Josyf Sembratowicz (Sembratovyc) † (22 dicembre 1882 - 23 ottobre 1900 deceduto)[4]
- Pietro Maglione † (17 dicembre 1900 - 13 aprile 1903 deceduto)[5]
- Simon Aichner † (28 giugno 1904 - 1º novembre 1910 deceduto)[6]
- Nicola Marconi, O.F.M. † (31 gennaio 1911 - 9 aprile 1930 deceduto)

### Arcivescovi titolari di Apro
- Giuseppe Lojacono † (1º giugno 1939 - 13 marzo 1945 deceduto)
- Ercolano Marini † (3 ottobre 1945 - 27 ottobre 1945 nominato arcivescovo titolare di Adana)
- Arthur Hughes, M.Afr. † (23 agosto 1947 - 12 luglio 1949 deceduto)
- Philip Francis Pocock † (6 agosto 1951 - 14 gennaio 1952 succeduto arcivescovo di Winnipeg)
- Antonio Gregorio Vuccino, A.A. † (6 luglio 1952 - 23 aprile 1968 deceduto)